# Oniferi
Oniferi – miejscowość i gmina we Włoszech, w regionie Sardynia, w prowincji Nuoro.
Według danych na rok 2004 gminę zamieszkiwało 959 osób, 27,4 os./km². Graniczy z Benetutti, Bono, Orani i Orotelli.